# التزامن العصبي
التزامن العصبي هو ارتباط نشاط الدماغ عبر شخصين أو أكثر بمرور الوقت
تمثل هذه الظاهرة التقارب والاقتران بين الأنظمة الإدراكية المختلفة للأشخاص
يشير علم الأعصاب الاجتماعي والعاطفي بمصطلح التزامن العصبي تحديدًا إلى درجة التشابه بين التقلبات العصبية المكانية والزمانية لأشخاص متعددين مثل التزامن بين الدماغ، أو اقتران الدماغ إلى الدماغ، أو الارتباط بين الموضوعات.
ساعدت دراسات التزامن العصبي في توضيح الآليات الكامنة وراء الظواهر الاجتماعية بما في ذلك الاتصال ومعالجة السرد والتنسيق والتعاون مما جعل علم الأعصاب أكثر انسجامًا مع الميول الاجتماعية للناس - وهو منظور غالبًا ما يضيع في النهج الفردية لفهم الدماغ.

## مزيد من التطوير
أدى التركيز على دراسات علم الأعصاب متعدد الدماغ إلى زيادة قدرة الباحثين على استكشاف التزامن العصبي في السياقات الاجتماعية. نتيجة لذلك تم توسيع تصورات التزامن العصبي لتشمل نطاقًا أوسع من الأفكار
وتأتي التطورات المنهجية مع تطور تقنيات التصوير متعددة الدماغ وراء الرنين المغناطيسي الوظيفي التي تحمل أكثر اجتماعيا تصاميم تجريبية تفاعلية

## الأدلة التجريبية

### التواصل
قدمت دراسات التزامن العصبي نظرة ثاقبة للتواصل البشري كآلية عصبية محتملة للنقل الفعال للمعلومات عبر الأدمغة
وأظهر التزامن العصبي كيف يتزاوج نشاط الدماغ مؤقتًا ومكانيًا عندما يتواصل الناس. يحدث التزامن أثناء الاتصال في عدد من ترددات الدماغ مثل نطاقي ألفا وجاما
من خلال تحليل الرنين المغناطيسي الوظيفي للمتحدثين والمستمعين وجد أن نشاط الدماغ متزامن وأيضًا في التواصل غير اللفظي مثل إيماءات اليد وتعبيرات الوج والنظرة المشتركة والتعبير الإيجابي
لكن هذا التزامن فشل في الحدوث عندما لا يتواصل الأشخاص (مثالا التحدث بلغة لا يفهمها المستمع)
وجد أن ديناميكيات بنية الشبكة تلعب دورًا في التزامن العصبي بحيث تميل الشخصيات المركزية مثلا قادة المحادثة إلى إظهار تزامن عصبي أكبر من غير القادة مع شركاء المناقشة الآخرين

### المعالجة السردية
هناك تركيز على أوجه التشابه والاختلاف في كيفية معالجة الناس للمعلومات السردية متعددة الوسائط على وجه التحديد، مثل مشاهدة الأفلام أو سماع القصص أو قراءة المقاطع. الأهم من ذلك، أن دراسات المعالجة السردية للتزامن العصبي تلاحظ المستويات الهرمية للمعالجة التي تتكشف بمرور الوقت بدءًا من المناطق المسؤولة عن المعالجة منخفضة المستوى للمحفزات السمعية أو البصرية. عندما تصبح المعلومات الدلالية أكثر بروزًا في السرد، تنتقل المعالجة المتزامنة إلى شبكات أكثر تكاملاً، مثل الفص الجداري السفلي أو التقاطع الجداري الصدغي.
تُظهر الأبحاث أن التزامن العصبي يدل على التشابه في استرجاع وفهم قصص الناس، والاستماع إلى شخص آخر يتذكر القصة. تُبرز هذه النتائج معًا التزامن العصبي كآلية عصبية موثوقة لتقارب المعالجة السردية الهرمية للأشخاص، مما يشير إلى أن التزامن يلعب دورًا حاسمًا في كيف، وإذا، ولماذا نرى المعنى في العالم بشكل مشابه

### التنسيق الناجح للأفراد أو المجموعات
تُظهر مراجعة لأبحاث المسح الفائق أن مناهج التزامن العصبي قد استكشفت طرق التنسيق للحركات والأفكار والمهام عبر مجموعة متنوعة من مناطق الدماغ المرتبطة بأفعال التشارك عقلي أي المناطق الجدارية السفلية والزمانية بالإضافة إلى نطاق ألفا والترددات الأخرى
تظهر الأبحاث أنه حتى التفاعلات الاجتماعية البسيطة، مثل تقارب الانتباه أو تقليد حركة اليد والأصابع الطنين وحتى وميض العين يمكن أن تؤدي إلى التزامن
أظهرت الدراسات انتشار التزامن العصبي في إنتاج الموسيقى بينما ينسق الناس الإيقاعات والحركات. مثلا أزواج عازفي الجيتار تولد تزامنًا عصبيًا منخفض التردد عند العزف معًا أكثر من العزف الفردي.
قامت سلسلة أخرى من الدراسات بفحص الطيارين والمساعدين في جهاز محاكاة الطيران، ووجدت أن التزامن كان أقوى عندما يتطلب الموقف مزيدًا من التنسيق الاجتماعي، مثل أثناء السيناريوهات المجهدة أو الإقلاع والهبوط.

### التعاون
تم قياس ارتباط التزامن العصبي والتعاون في سياقات صنع القرار والألعاب التي تتطلب مستويات أعلى من التفاعل الاجتماعي عالي المستوى والموجه نحو الهدف مع أشخاص آخرين عادة ما تكون أكثر ملاءمة للتزامن العصبي
على سبيل المثال، وجدت إحدى الدراسات التي استخدمت لعبة فيديو على الكمبيوتر مستويات عالية من التزامن العصبي عندما لعبوا في نفس الفريق لكن هذا التأثير اختفى عندما يلعب الناس ضد بعضهم البعض أو مع أنفسهم

### الفروق على مستوى الفرد
يعتبر فهم كيفية قيام المنبهات بتوجيه الاستجابات عبر أدمغة متعددة يمكننا من فهم كيفية تأثير الاختلافات على المستوى الفردي على التزامن العصبي
فالأفراد الذين يعانون من جنون الارتياب ذو السمات العالية أظهروا تزامنًا عصبيًا أقوى مع بعضهم البعض في المناطق القشرية ذات الدوافع الاجتماعية أكثر مما فعلوه مع الأشخاص المصابين بجنون العظمة

### نهج التنبؤ
للتزامن العصبي آثار كبيرة على نهج التنبؤ بما في ذلك خيارات الصحة والمستهلكين. نظرًا لطبيعته الاجتماعية وإن التزامن العصبي لديه القدرة على البناء على نماذج الدماغ كمتنبئ من خلال السماح بالتنبؤات حول العمليات الاجتماعية في العالم الحقيقي
يتطلب هذا النهج تحديد مجموعات الأشخاص الذين يدركون العالم ويستجيبون له بطرق مماثلة وقياس نشاط أدمغتهم ومواقفهم الشخصية المتعلقة بأي محفزات مثيرة للاهتمام، ثم استخدام طريقة تصنيف قائمة على التزامن للتنبؤ بما إذا كان الأفراد الجدد يرون العالم
وقد استخدم الباحثون قوة مقاييس التزامن العصبي عبر المشاركين للتنبؤ بشكل موثوق بقرب الشبكة الاجتماعية في العالم الحقيقي والصداقة والتي يمكن أن تتنبأ بسلوكيات مثل الموقف الحزبي في الموضوعات المثيرة للجدل عند مستويات أعلى من الفرصوفي النهاية تأطير التزامن العصبي كأداة لفهم نتائج العالم الحقيقي بما يتجاوز التدابير السلوكية وحدها